# CRB-Index

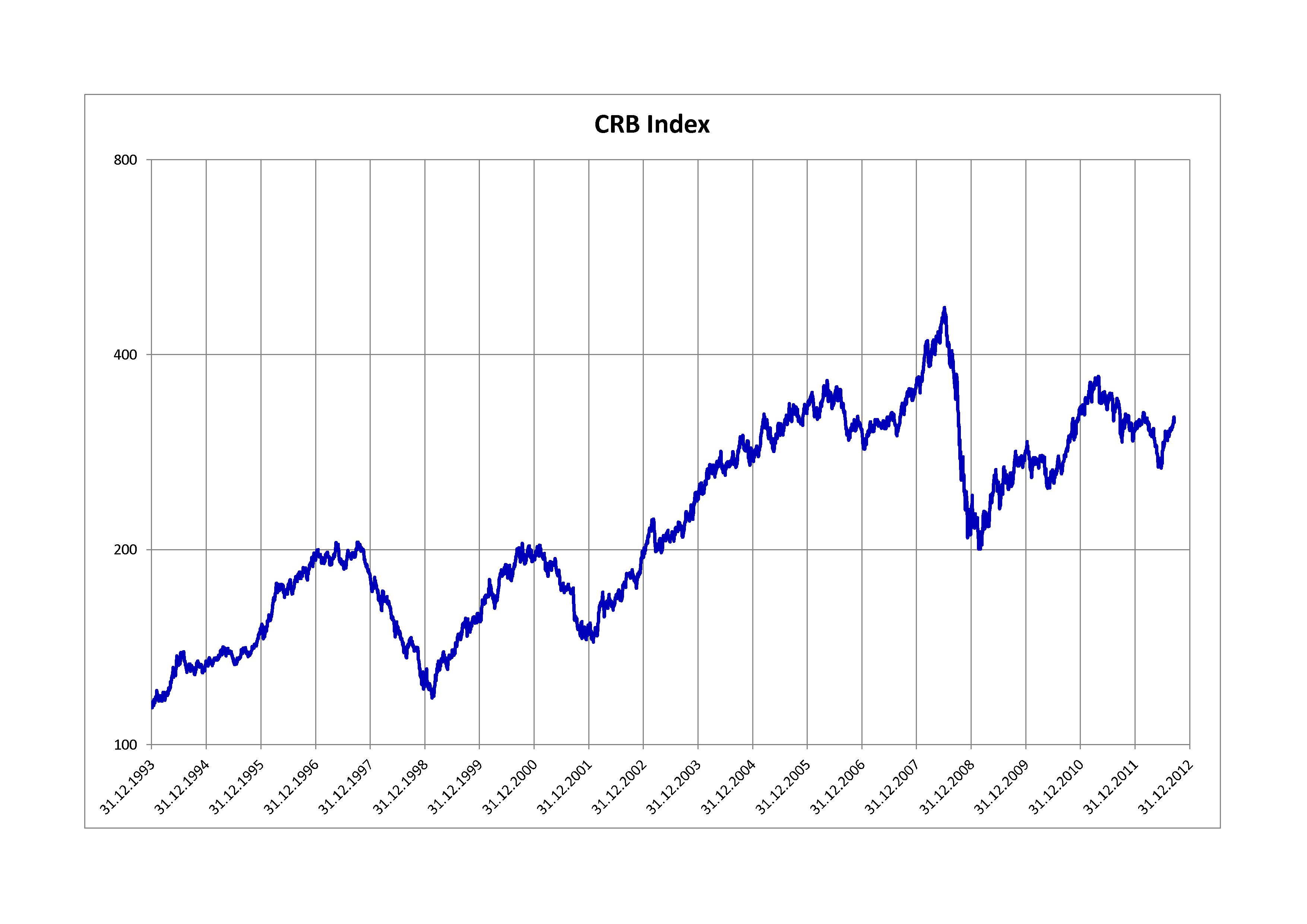
Thomson Reuters/Jefferies CRB Index 1993–2012

Der CRB-Index (offizieller Name derzeit „Thomson Reuters/Corecommodity CRB Total Return Index“) ist ein Rohstoffindex, der 19 verschiedene Futures umfasst, die an Warenterminbörsen gehandelt werden. Er wurde erstmals 1957 vom Commodity Research Bureau (CRB) in den USA berechnet. 2005 wurde er so grundlegend überarbeitet (siehe unten), dass der heutige CRB-Index nicht mehr mit dem historischen Index vergleichbar ist. Der ursprüngliche Index wird seitdem unter dem Namen Continuous Commodity Index („Old CRB Index“) weitergeführt.

## Konzept
| Jahr | Terminmarkt | Spotmarkt |
| ---- | ----------- | --------- |
| 1957 | 26          | 2         |
| 1961 | 25          | 2         |
| 1967 | 26          | 2         |
| 1971 | 27          | 2         |
| 1973 | 28          | 0         |
| 1974 | 27          | 0         |
| 1983 | 27          | 0         |
| 1987 | 21          | 0         |
| 1992 | 21          | 0         |
| 1995 | 17          | 0         |
| 2005 | 19          | 0         |

Der CRB Index wurde 1957 eingeführt und ist seitdem mehrmals umgestaltet worden. Enthielt er anfangs noch 28 Komponenten, so sank deren Anzahl bis 1995 auf 17. Für jeden Rohstoff ging in die Berechnung jeweils der Durchschnitt der Futures-Preise von mehreren Fälligkeitsterminen ein. Bis 1987 wurden alle jährlich fälligen Futures herangezogen. Eine Änderung in der Zusammensetzung erfolgte, sobald ein Kontrakt mit Fälligkeit in einem Jahr hinzukam und in je nach Rohstoff verschiedenen Abständen der nahe Kontrakt aus dem Index ausschied. Ab 1987 bezog sich die Berechnung auf die Futures der folgenden neun Monate und ab 1995 auf die Futures der folgenden sechs Monate.
Der CRB Index war zu dieser Zeit keine Nachbildung einer Handelsstrategie, weil die sich daraus ergebenden Preisdifferenzen nicht durch eine Anpassung der Gewichte der Futures im Index ausgeglichen wurden. Dieses Grundproblem des Rohstoffindex ist auch durch die neun nachträglichen Änderungen nicht gelöst worden. Die erste Revision erfolgte am 3. April 1961 und die letzte am 6. Dezember 1995. Der CRB Index konnte nicht als Benchmark für Finanzprodukte verwendet werden, da nur die Anzahl der in die Indexberechnung einbezogenen Futures verändert wurde und aus dem Indexstand höchstens die Preisentwicklung von Rohstoffen ablesbar war.
2001 erfolgte eine Namensänderung in „Reuters-CRB Index“ und am 20. Juni 2005 eine erneute Umbenennung in „Reuters/Jefferies CRB Index“ (RJ/CRB Index) sowie eine grundlegende Änderung des Konzepts. Der Index bezieht sich seitdem nicht mehr auf die Futures der folgenden sechs Monate in geometrischer Gewichtung zueinander, sondern auf einen nahen Future, der regelmäßig gerollt (verlängert) wird. Der Reuters/Jefferies CRB Index ist der arithmetische Mittelwert von 19 Rohstoff-Futures, die an den Terminbörsen gehandelt werden. Das Commodity Research Bureau entwickelte ihn zusammen mit den Unternehmen Reuters und Jefferies & Company. Seit 2009 trägt der Index den Namen „Thomson Reuters/Jefferies CRB Index“ (TRJ/CRB Index), um den Zusammenschluss von Reuters und der Thomson Corporation zum Medienkonzern Thomson Reuters am 17. April 2008 zu reflektieren.
Der ursprüngliche Reuters-CRB Index läuft seit 2005 unter dem Namen Continuous Commodity Index (CCI, auch „Old CRB Index“) weiter und besteht aus 17 gleichgewichteten Rohstoffen (jeweils 5,88 Prozent).

## Zusammensetzung
Der erste CRB Index von 1957 enthielt 28 Komponenten, die geometrisch gewichtet waren (jeweils 3,57 Prozent): Baumwolle, Baumwolle (Spot), Baumwollsamenöl, Blei, Eier, Gerste, Getreide, Gummi, Hafer, Kaffee „B“, Kakao, Kartoffeln, Kupfer, Leinsamen, Roggen, Schmalz, Sojabohnen, Sojabohnenmehl, Sojabohnenöl, Tierhäute, Weizen, Weizen (Spot), Wollfett, Wollspitzen, Zink, Zucker Nr. 4, Zucker Nr. 6 und Zwiebeln. 26 Rohstoffe wurden an den Terminmärkten in New York, Chicago und Winnipeg gehandelt und zwei (Baumwolle und Weizen) an den Spotmärkten in New Orleans und Minneapolis.
Seit 2005 wird der CRB Index aus 19 Futures gebildet, die in vier Gruppen eingeteilt werden. Eine Umschichtung erfolgt jeden Monat, um die Indexgewichtung konstant zu halten. Dabei werden übergewichtete Rohstoffe verkauft und untergewichtete in einem entsprechenden Verhältnis dazugekauft. Gruppe 1 heißt Erdöl-Produkte (Petroleum products) und enthält Energierohstoffe außer Erdgas. Ihr Indexgewicht ist auf 33 Prozent beschränkt; Erdöl hat mit 23 Prozent den größten Anteil, gefolgt von Heizöl und Benzin mit jeweils fünf Prozent (ungefähr ihrem Handelsvolumen entsprechend gewichtet). Gruppe 2 enthält sieben sehr liquide gehandelte Rohstoffe, darunter Kupfer und Gold, alle zu 6 % gewichtet. Gruppe 3 enthält vier liquide Rohstoffe, darunter Baumwolle und Kaffee, zu jeweils 5 % gewichtet. In Gruppe 4 sind die fünf übrigen (diversifizierenden) Rohstoffe, darunter Nickel und Weizen, die mit je 1 % in die Berechnung des Index eingehen.
Die folgende Übersicht zeigt die Rohstoffe, ihre Gewichtung im Index und die Börse, deren Future-Preise in den Index eingehen:
| Kategorie | Rohstoff                    | Gewichtung in % | Börse                        |
| --------- | --------------------------- | --------------- | ---------------------------- |
| I         | Erdöl                       | 23              | New York Mercantile Exchange |
| I         | Bleifreies Benzin           | 5               | New York Mercantile Exchange |
| I         | Heizöl                      | 5               | New York Mercantile Exchange |
|           | Erdöl-Produkte              | 33              |                              |
| II        | Aluminium                   | 6               | London Metal Exchange        |
| II        | Erdgas                      | 6               | New York Mercantile Exchange |
| II        | Gold                        | 6               | New York Mercantile Exchange |
| II        | Kupfer                      | 6               | New York Mercantile Exchange |
| II        | Lebendrind                  | 6               | Chicago Mercantile Exchange  |
| II        | Mais                        | 6               | Chicago Board of Trade       |
| II        | Sojabohnen                  | 6               | Chicago Board of Trade       |
|           | Hochliquide Rohstoffe       | 42              |                              |
| III       | Baumwolle                   | 5               | ICE Futures U.S.             |
| III       | Kaffee                      | 5               | ICE Futures U.S.             |
| III       | Kakao                       | 5               | ICE Futures U.S.             |
| III       | Zucker                      | 5               | ICE Futures U.S.             |
|           | Liquide Rohstoffe           | 20              |                              |
| IV        | Mageres Schwein             | 1               | Chicago Mercantile Exchange  |
| IV        | Nickel                      | 1               | London Metal Exchange        |
| IV        | Orangensaft                 | 1               | ICE Futures U.S.             |
| IV        | Silber                      | 1               | New York Mercantile Exchange |
| IV        | Weizen                      | 1               | Chicago Board of Trade       |
|           | Diversifizierende Rohstoffe | 5               |                              |

## Inflationsindikator
Der Thomson Reuters/Jefferies CRB Index gilt als ein Indikator für die zukünftige Entwicklung der Inflation oder die Kostenentwicklung in der Industrie. Er ist bei einer Trendwende am Rohstoffmarkt ein guter Frühindikator für den Rentenmarkt, da Rohstoffe in ihrer Tendenz gegenüber den Anleihen in der Regel einen Vorlauf von drei bis sechs Monaten besitzen. Zwischen den Zinsen der Anleihen und den Rohstoffpreisen (CRB Index) besteht auch zeitlich eine enge Verbindung.
Zusammenhänge des CRB Index mit dem geometrisch gewichteten U.S. Dollar Index und dem handelsgewichteten Trade Weighted US Dollar Index sind erkennbar. Ein fallender US-Dollar ist gleichzusetzen mit inflationären Tendenzen und tendenziell steigenden Rohstoffpreisen. Dies gilt insbesondere für die Agrarrohstoffe und den Ölpreis.
Für Europäer ist es genau umgekehrt. Ein starker US-Dollar führt zu einem schwachen Euro (siehe Euro Effective Exchange Rate Index). Bezogen auf die Verknüpfungen zwischen den Märkten bedeutet das einen Gleichlauf von Rohstoffpreisen (CRB Index) und Euro. Zahlreiche Währungen sind relativ stark von der Entwicklung der Rohstoffpreise abhängig. So besitzt beispielsweise der kanadische Dollar eine enge Korrelation zum CRB Index. Die Währung steigt tendenziell zusammen mit dem Index.
Ein Zusammenhang besteht von Frachtraten mit Rohstoffpreisen und der Nachfrage nach Metallen, Treibstoffen und Nahrungsmitteln. Zwischen der Entwicklung des CRB Index und dem Baltic Dry Index (BDI) besteht ein gewisser Gleichlauf. Der BDI wird von der Baltic Exchange in London veröffentlicht und ist ein wichtiger Preisindex für das weltweite Verschiffen von Hauptfrachtgütern (hauptsächlich Kohle, Eisenerz und Getreide) auf Standardrouten.

## Geschichte

### Historischer Überblick
Der CRB Index wurde 1957 erstmals vom Commodity Research Bureau (CRB) berechnet und 1958 im „CRB Commodity Year Book“ veröffentlicht. Die Rückrechnung erfolgte bis 4. September 1956. Der ursprüngliche Basiszeitraum war 1947 bis 1949, ebenso wie beim „Bureau of Labor Statistics Spot Market Index“. Dies wurde gemacht, um einen einfachen Vergleich der beiden Spot- und Terminmarktindizes zu gewährleisten. In den folgenden 38 Jahren gab es 9 Revisionen: 1961, 1967, 1971, 1973, 1974, 1983, 1987, 1992 und 1995. Im Jahr 2001 wandelte sich der Name in „Reuters-CRB Index“.
Mit der zehnten Revision des Index am 20. Juni 2005, die mit einer Umbenennung in Reuters/Jeffries CRB Index einherging, erfolgte eine grundlegende Änderung des Indexkonzeptes. Als neuer Basiswert wurden 300 Punkte am 30. Juni 2005 festgelegt. Die Rückrechnung nach der geänderten Berechnungsmethode erfolgte bis 1994. Seit dem 21. September 2009 trägt der Index den Namen „Thomson Reuters/Jefferies CRB Index“ (TRJ/CRB Index), um den Zusammenschluss von Reuters und der Thomson Corporation zum Medienkonzern Thomson Reuters zu reflektieren.
Am 12. Juni 1986 begann an der „New York Futures Exchange“, einer Tochtergesellschaft der „New York Cotton Exchange (NYCE)“, der Handel von Futures auf den CRB Index und am 28. Oktober 1988 von Optionen auf Futures. Am 10. Juni 2004 schlossen sich die NYCE und die „Coffee, Sugar and Cocoa Exchange“ (CSCE) zum „New York Board of Trade“ (NYBOT) zusammen. Seitdem findet der Handel der Futures auf den CRB Index am NYBOT statt. Am 12. Januar 2007 übernahm die Intercontinental Exchange (ICE) das NYBOT, das am 3. September 2007 in ICE Futures U.S. umbenannt wurde.
Der CRB Index startete rechnerisch am 3. Januar 1994 bei 113,94 Punkten. Nach einem Zwischenhoch am 3. Oktober 1997 bei 205,42 Punkten fiel der Rohstoffindex während der Asienkrise bis zum 16. Februar 1999 auf einen Tiefststand von 117,98 Punkten. Der Rückgang beträgt 42,6 Prozent. Am 12. Oktober 2000 stand der CRB Index bei 204,64 Punkten um dann während der Rezession bis zum 30. Januar 2002 um 29,6 Prozent auf 143,97 Punkte zu fallen. In den folgenden Jahren stieg der Rohstoffindex aufgrund eines enormen Bedarfs an Rohstoffen in der Volksrepublik China und Indien stark an.
Am 26. Oktober 2004 überwand der Index zum ersten Mal rechnerisch die Grenze von 300 Punkten und am 25. Februar 2008 erstmals die 400-Punkte-Marke. Am 2. Juli 2008 wurde im Tagesverlauf mit 473,52 Punkten ein Allzeithoch markiert. Seit dem Tiefststand von 2002 entspricht das einem Anstieg um 228,9 Prozent.
Im Verlauf der internationalen Finanzkrise, die 2007 in der US-Immobilienkrise ihren Ursprung hatte, begann der Index zu sinken. 2008 wirkte sich die Finanzkrise zunehmend auf die Realwirtschaft aus. Wegen der weltweit geringeren Nachfrage auf den Rohstoffmärkten kam es vor allem ab Beginn des vierten Quartals 2008 zu starken Preisrückgängen. Am 2. März 2009 fiel der CRB Index mit 200,34 Punkten auf den tiefsten Stand seit 2002. Seit dem Allzeithoch von Juli 2008 entspricht das einem Rückgang um 57,7 Prozent. Das ist der größte Sturz in der Geschichte des Index. Der 24. Februar 2009 bedeutete das Ende der Talfahrt. Ab Anfang 2009 war der CRB Index wieder auf dem Weg nach oben.
Am 29. April 2011 stieg der Index auf 370,56 Punkte. Das bedeutet seit Februar 2009 eine Zunahme um 85,0 Prozent. Besonders stark war der Preisanstieg bei den Agrarrohstoffen. Vor allem Fleisch, Getreide, Zucker sowie Öle und Fette verteuerten sich seit Mitte 2010. Als Gründe werden mehrere Faktoren genannt (steigende Weltbevölkerung, wachsende Geldmenge, Spekulationen auf den Agrarmärkten, Ernteausfälle durch Naturkatastrophen, Exportbeschränkungen einiger Länder). Folgen der hohen Rohstoffpreise sind ein Anstieg der Inflation und der Ausbruch von Unruhen in Teilen der Welt.

### Jährliche Entwicklung
Der heutige Rohstoffindex, der den Namen CRB Index trägt, ist nicht mit dem historischen CRB Index vergleichbar. Er wurde 2005 grundlegend überarbeitet, als seine traditionelle Berechnungsmethode nicht mehr aktuell war. Der heutige CRB Index ist ein geometrisch gewichteter Rohstoffindex und wird vom Energiesektor dominiert, während der klassische Index ein arithmetisch gewichteter Warenpreisindex war und ein Übergewicht im Agrarsektor hatte. Der ursprüngliche CRB Index läuft seit 2005 unter dem Namen Continuous Commodity Index („Old CRB Index“) weiter. Um eine aussagefähige Zeitreihe darzustellen, wurden die Daten rückwirkend bis 1994 auf die geänderte Methodik umgerechnet.
Die Tabelle zeigt die jährlichen Höchst-, Tiefst- und Schlussstände des bis 1994 zurückgerechneten CRB Index.
| Jahr  | Höchststand | Tiefststand | Schlussstand |
| ----- | ----------- | ----------- | ------------ |
| 1994  | 139,19      | 113,94      | 134,78       |
| 1995  | 151,11      | 132,20      | 150,15       |
| 1996  | 197,69      | 145,59      | 194,55       |
| 1997  | 205,65      | 181,09      | 181,09       |
| 1998  | 181,42      | 121,88      | 125,44       |
| 1999  | 159,52      | 117,98      | 157,69       |
| 2000  | 204,64      | 154,75      | 195,93       |
| 2001  | 203,36      | 145,20      | 147,97       |
| 2002  | 199,05      | 143,97      | 194,40       |
| 2003  | 245,42      | 197,23      | 238,99       |
| 2004  | 300,61      | 243,59      | 278,58       |
| 2005  | 336,20      | 273,53      | 331,83       |
| 2006  | 365,35      | 295,13      | 307,26       |
| 2007  | 359,78      | 285,88      | 358,71       |
| 2008  | 473,52      | 208,60      | 229,54       |
| 2009  | 284,45      | 200,34      | 283,38       |
| 2010  | 332,80      | 248,79      | 332,80       |
| 2011  | 370,56      | 293,28      | 305,30       |
| 2012¹ | 325,91      | 267,16      | 295,01       |

¹ 31. Dezember 2012

## Weitere Rohstoffindizes
- Continuous Commodity Index
- Dow Jones-UBS Commodity Index
- FAO Food Price Index
- Rogers International Commodity Index
- S&P GSCI